# توموهیکو مورایاما
توموهیکو مورایاما (انگلیسی: Tomohiko Murayama؛ زادهٔ ۲۲ اوت ۱۹۸۷) بازیکن فوتبال اهل ژاپن است.